# Péhé
Péhé est une localité de l'ouest de la Côte d'Ivoire et appartenant au département de Toulepleu, Région du Moyen Cavally. La localité de Péhé est un chef-lieu de commune et Chef-lieu de Sous-Préfecture.

## Géographie
La Sous-Préfecture de Péhé est limitée à l'Ouest par celle de Toulepleu, au Sud par celle de Méo, au Sud-Ouest par la Sous-Préfecture de Bakoubly, au Nord par le Département de Zouan-Hounien et à l'Est par le Département de Bloléquin.

## Administration
L'actuel Sous-Préfet de Péhé est Monsieur BARRO Arouna.
| Date | Nom et prénoms | Statut         |
| ---- | -------------- | -------------- |
| 2001 | DIARRA Karim   | Administrateur |
| 2004 | GNAWA Dablé    | Militaire      |
| 2010 | BARRO Arouna   | Administrateur |

L'actuel Chef du village est Monsieur BEHE Rodolphe.
| Date | Nom et prénoms       | Fonction |
| ---- | -------------------- | -------- |
|      | KAH Gnagbéhi Gilbert | Planteur |
| 2011 | BEHE Rodolphe        | Planteur |

## Éducation
La Sous-Préfecture de Péhé dispose d'un collège et plusieurs écoles publiques

## Histoire
Le village de Péhé a été créé vers 1750 par OULIA Piagplé.